# 20 - The Greatest Hits
20 - The Greatest Hits è il quindicesimo album (il secondo raccolta) della cantante italiana Laura Pausini, pubblicato il 12 novembre 2013 dalla Atlantic Records. È la sua seconda raccolta.
L'album viene pubblicato in lingua spagnola con il nome 20 - Grandes Exitos. In Italia la raccolta ha venduto oltre 170 000 copie.

## Descrizione
Quindicesima pubblicazione complessiva dell'artista, il doppio album contiene brani inediti, alcuni rivisitati, in duetto o rimasterizzati, oltre a brani dal vivo e collaborazioni mai incluse su lavori discografici della Pausini. È il primo album che contiene le tracce in tutte le lingue che ha cantato: italiano, spagnolo, francese, portoghese e inglese. La versione Deluxe include un DVD contenente un video documentario sulla carriera dell'artista intitolato 20 - My Story dalla durata di 105 minuti diretto dai registi Leandro Manuel Emede e Nicolò Cerioni.
L'album viene registrato nel mese di aprile 2013 e confermato a maggio 2013 con un'intervista sulla rivista TV Sorrisi e Canzoni. La cover dell'album, ispirata all'attrice britannica Bianca Jagger, e non a Michael Jackson come inizialmente si pensava, viene presentata il 20 settembre 2013 sul profilo ufficiale Instagram della cantante e raffigura Laura Pausini che indossa una giacca bianca (firmata Armani) ed un cappello nero in piedi nella posizione yoga dell'albero (Vrikshasana). La tracklist viene presentata il 6 ottobre 2013 sul sito ufficiale del FanClub Laura4U e le tracce sono in ordine cronologico in base all'anno di registrazione della versione originale. Il booklet contiene un commento per ciascuna traccia dell'album invece che il classico testo con le parole della canzone. L'album viene presentato il 12 novembre 2013 con una conferenza stampa all'Armani Hotel a Milano alle 15:00 in diretta streaming sul sito internet del TGcom24.
I 3 inediti estratti come singoli sono Limpido in duetto con Kylie Minogue che parla di quanto sia importante essere se stessi, limpidi, appunto; Se non te dedicato alla figlia Paola, è un inno all'amore che può durare per una vita intera verso i compagni di vita, i genitori, gli amici; Dove resto solo io (inizialmente il titolo era Altrove) che parla della solitudine intesa come una bellezza romantica dell'isolarsi, con la propria famiglia.
Il 22 ottobre 2013 viene pubblicato Limpido Maxi Single - Limited Edition in 1000 copie in formato vinile 33 giri che raccoglie tutte le edizioni del brano Limpido. La grafica della cover è curata da Laura Pausini, Wayne Maser, Federica Bonfanti, Laura Battista.
In dettaglio, l'album pubblicato per il mercato italiano contiene:
- 3 brani inediti Dove resto solo io, Limpido in versione solista e in versione duetto con Kylie Minogue, Se non te.
- 15 brani rivisitati di cui 4 in duetto e 2 mai incisi su supporto fisico - Gente, Strani amori, Incancellabile, It's Not Good-Bye, Tra te e il mare, E ritorno da te, Surrender, Con la musica alla radio, La solitudine con la partecipazione del compositore/direttore d'orchestra italiano Ennio Morricone, Non c'è/Se fue con il cantante statunitense Marc Anthony, Le cose che vivi/Tudo o que eu vivo con la cantante brasiliana Ivete Sangalo, Vivimi/Víveme con il cantante spagnolo Alejandro Sanz, Je chante (Io canto) con la cantante belga Lara Fabian, Prendo te, She (Uguale a lei). Su iTunes Store è disponibile inoltre il brano rivisitato In assenza di te (pubblicato poi ad aprile 2014 nell'album in lingua italiana per gli Stati Uniti).
- 4 brani live, di cui 2 mai incisi e 1 mai incluso su lavori discografici della cantante - Ascolta il tuo cuore registrato il 2 giugno 2007 allo Stadio Giuseppe Meazza di San Siro a Milano, Un'emergenza d'amore registrato il 16 ottobre 2009 al Lincoln Center for the Performing Arts di New York tappa del World Tour 2009, Resta in ascolto/Escucha atento registrato il 22 maggio 2012 al Royal Albert Hall di Londra tappa dell'Inedito World Tour 2011-2012, You'll Never Find Another Love like Mine con Michael Bublé, registrato (audio-video) ad agosto 2005 al Wilten Theater di Los Angeles tappa del Tour di Bublé.
- 8 brani rimasterizzati - Every Day Is a Monday, Come se non fosse stato mai amore, Mi abbandono a te, Invece no, Primavera in anticipo (It Is My Song) con James Blunt, Non ho mai smesso, Benvenuto, Celeste. L'edizione per il mercato spagnolo-latinoamericano include anche Dispárame, dispara (versione in lingua spagnola di Spaccacuore) rimasterizzato.
- 5 brani collaborazioni inseriti su album di altri artisti e mai inclusi su lavori discografici della cantante - You'll Never Find Another Love like Mine con Michael Bublé, registrazione live (audio-video) pubblicata sull'album Caught in the Act del 2005, Surrender to Love con Ray Charles, duetto postumo pubblicato sull'album Genius&Friends del 2005, Dare to Live (vivere) con Andrea Bocelli, pubblicato sull'album Vivere - The Best of Andrea Bocelli del 2007, Te amaré con Miguel Bosé, pubblicato sull'album Papito del 2007, Paris au mois d'aout pubblicato sull'album Duos del 2008. L'edizione per il mercato francese include anche On n'oublie jamais rien, on vit avec con Hélène Ségara.
- 1 brano reinserito: One More Time.
- 2 brevi tracce audio: Laura 1976 - Ramaya, un pezzo della canzone Ramaya cantata dall'artista all'età di 2 anni; Paola 2013, traccia con la voce della figlia Paola di 8 mesi che pronuncia mamma per la prima volta.

Il 23 settembre 2014, in occasione della partecipazione dell'artista in qualità di coach internazionale al talent show televisivo La voz... México (format The Voice) esce in Spagna e in America Latina una nuova edizione di 20 - Grandes Exitos contenente tre nuovi duetti inediti: Sino a ti con la cantante messicana Thalía, Donde quedo solo yo con il cantante spagnolo Álex Ubago e Entre tú y mil mares con il cantante spagnolo Melendi.
Per la promozione dell'album Laura Pausini si è recata ad ottobre 2013 in America Latina per partecipare a varie trasmissioni televisive ed interviste a Porto Rico (23-26 ottobre), San Paolo (27-29 ottobre), Miami (31 ottobre-1º novembre) e Città del Messico (5-8 novembre). A novembre la promozione è continuata in Italia (12-14 novembre), in Spagna (15 novembre), a Las Vegas (19-21 novembre), di nuovo in Italia (25-26 novembre), in Francia (27-28 novembre), in Belgio (1º dicembre) e di nuovo in Spagna (12 dicembre 2013 - 7-12 febbraio 2014). L'artista rimane inoltre impegnata da dicembre 2013 ad agosto 2015 in un tour mondiale di 53 date, intitolato The Greatest Hits World Tour 2013-2015 che tocca città in Italia, Francia, Belgio, Svizzera, Spagna, Brasile, Argentina, Cile, Messico, Stati Uniti, Canada, Australia, Russia, Perù e Monte Carlo.
Il 9 febbraio 2015 viene reso disponibile sul canale YouTube della Warner Music Italy un inedito videoclip di una versione di Limpido ma incisa e interpretata in versione solista da Laura Pausini in lingua italo-inglese con il titolo Radiant (Limpido). Tale versione, inizialmente registrata per l'album, è stata scartata per dare priorità alla versione italo-inglese con Kylie Minogue; rimarrà una rarità in regalo per i fan perché non verrà mai pubblicata e venduta al pubblico.

## Edizioni

### 20 - The Greatest Hits(Italia)
L'edizione 20 - The Greatest Hits pubblicata in Italia il 12 novembre 2013 è composta da 2 CD contenenti 38 tracce.
- 2 CD: 5053105943722 - 0825646370313

- 4 LP: 5053105990115

CD 1
1. Laura 1976 - Ramaya (Inedito) – 0:25 (testo e musica: Afric Simone, Simone Regal) – (Da Ramaya, 1975)
2. La solitudine (feat. Ennio Morricone) (New Version 2013) – 5:03 (testo: Federico Cavalli, Pietro Cremonesi – musica: Angelo Valsiglio, Pietro Cremonesi) – (Da Laura Pausini, 1993)
3. Non c'è/Se fue (feat. Marc Anthony) (New Version 2013) – 4:31 (testo: Federico Cavalli, Pietro Cremonesi - adatt. spagnolo: Badia – musica: Angelo Valsiglio, Pietro Cremonesi) – (Da Laura Pausini, 1993-1994)
4. Gente (New Version 2013) – 3:48 (testo: Cheope, Marco Marati – musica: Angelo Valsiglio) – (Da Laura, 1994)
5. Strani amori (New Version 2013) – 4:58 (testo: Cheope, Marco Marati, Francesco Tanini – musica: Angelo Valsiglio, Roberto Buti) – (Da Laura, 1994)
6. Incancellabile (New Version) – 3:59 (testo: Cheope – musica: Giuseppe Carella, Fabrizio Baldoni, Gino De Stefani) – (Da Le cose che vivi, 1996)
7. Le cose che vivi/Tudo o que eu vivo (feat. Ivete Sangalo) (New Version) – 4:43 (testo: Cheope - adatt. portoghese: Cláudio Rabello – musica: Giuseppe Carella, Fabrizio Baldoni, Gino De Stefani) – (Da Le cose che vivi, 1996)
8. It's Not Good-Bye (New Version) – 4:39 (testo: Laura Pausini, Cheope - adatt. inglese: Shelly Peiken – musica: Antonio Galbiati) – (Da From the Inside, 2002)
9. One More Time – 4:21 (testo e musica: Richard Marx) – (Da Message in a Bottle - Original Soundtrack, 1999)
10. Tra te e il mare (New Version) – 4:17 (testo e musica: Biagio Antonacci) – (Da Tra te e il mare, 2000)
11. Every Day Is a Monday (Remastered Version) – 3:05 (testo: Laura Pausini, Giuseppe Dati, Cheope – musica: Andreas Carlsson, Alistair Thomson) – (Da From the Inside, 2002)
12. E ritorno da te (New Version) – 4:00 (testo: Laura Pausini, Cheope – musica: Daniel Vuletic) – (Da The Best of Laura Pausini - E ritorno da te, 2001)
13. Surrender (New Version) – 4:47 (testo e musica: Dane de Viller, Sean Hosein, Steven Smith, Anthony Anderson) – (Da From the Inside, 2002)
14. Vivimi/Víveme (feat. Alejandro Sanz) (New Version) – 3:55 (testo e musica: Biagio Antonacci - adatt. spagnolo: Badia) – (Da Resta in ascolto-Escucha, 2004)
15. Come se non fosse stato mai amore (Remastered Version) – 3:59 (testo: Laura Pausini, Cheope – musica: Daniel Vuletic) – (Da Resta in ascolto, 2004)
16. Mi abbandono a te (Like a flower) (Remastered Version) – 4:41 (testo: Laura Pausini – musica: Madonna, Rick Nowels) – (Da Resta in ascolto, 2004)
17. Prendo te (New Version) – 2:10 (testo e musica: Laura Pausini) – (Da Resta in ascolto DVD, 2004)
18. You'll Never Find Another Love like Mine (feat. Michael Bublé) (Live 2005 - Wilten Theater, Los Angeles) – 3:42 (testo e musica: Kenny Gamble, Leon Huff) – (Da Caught in the Act, 2003)

Durata totale: 71:03
CD 2
1. She (Uguale a lei) (New Version) – 3:08 (testo e musica: Herbert Kretzmer - adatt. italiano: Giorgio Calabrese, Ettore Carrera) – (Da download digitale, 2006)
2. Surrender to Love (feat. Ray Charles) – 4:11 (testo e musica: Narada Michael Walden, Sunny Hilden) – (Da Genius&Friends, 2005)
3. Je chante (Io canto) (feat. Lara Fabian) (New Version) – 4:24 (testo: Marco Luberti, Riccardo Cocciante – adatt. francese: Jean-Pierre "Lemaire" Kernoa – musica: Riccardo Cocciante, Marco Luberti) – (Da Io canto, 2006)
4. Dare to Live (vivere) (feat. Andrea Bocelli) – 4:19 (testo: Gerardina Trovato - adatt. inglese: Eugenio Finardi – musica: Celso Valli, Angelo Anastasio) – (Da Vivere - The Best of Andrea Bocelli, 2007)
5. Te amaré (feat. Miguel Bosé) – 5:23 (testo e musica: Miguel Bosé, Juan Carlos Calderón) – (Da Papito, 2007)
6. Ascolta il tuo cuore (Live 2007 - Stadio Giuseppe Meazza di San Siro, Milano) – 4:17 (testo: Cheope, Fabrizio Pausini – musica: Vito Mastrofrancesco, Alberto Mastrofrancesco, Charles Cohiba) – (Da San Siro 2007, 2007)
7. Paris au mois d'aout (feat. Charles Aznavour) – 3:39 (testo e musica: Charles Aznavour, Georges Garvarentz) – (Da Duos, 2008)
8. Invece no (Remastered Version) – 3:54 (testo: Laura Pausini, Niccolò Agliardi – musica: Laura Pausini, Paolo Carta) – (Da Primavera in anticipo, 2008)
9. Primavera in anticipo (It Is My Song) (feat. James Blunt) (Remastered Version) – 3:28 (testo: Laura Pausini, Cheope, James Blunt – musica: Daniel Vuletic) – (Da Primavera in anticipo, 2008)
10. Con la musica alla radio (New Version) – 4:57 (testo: Laura Pausini, Cheope – musica: Laura Pausini, Daniel Vuletic) – (Da Laura Live World Tour 09, 2009)
11. Un'emergenza d'amore (Live 2009 - Lincoln Center, New York, inedito) – 4:10 (testo: Laura Pausini, Cheope, Massimo Pacciani – musica: Eric Buffat)
12. Non ho mai smesso (Remastered Version) – 3:24 (testo: Laura Pausini, Niccolò Agliardi – musica: Laura Pausini, Paolo Carta) – (Da Inedito, 2011)
13. Benvenuto (Remastered Version) – 3:57 (testo: Laura Pausini, Niccolò Agliardi – musica: Laura Pausini, Paolo Carta) – (Da Inedito, 2011)
14. Celeste (Remastered Version) – 4:03 (testo: Laura Pausini, Giuseppe Dati – musica: Giuseppe Dati, Goffredo Orlandi) – (Da Inedito, 2011)
15. Paola 2013 (Inedito) – 0:06
16. Resta in ascolto/Escucha atento (Live 2012 - Royal Albert Hall, Londra, inedito) – 3:31 (testo: Laura Pausini, Alfredo Rapetti (Cheope) - adatt. spagnolo: Ignacio Ballestreros Diaz (Badia) – musica: Daniel Vuletic)
17. Dove resto solo io (Inedito) – 3:38 (testo: Virginio Simonelli, Laura Pausini – musica: Virginio Simonelli)
18. Limpido (Inedito, Solo Version) – 3:27 (testo: Laura Pausini, Virginio Simonelli – musica: Virginio Simonelli)
19. Se non te (Inedito) – 4:05 (testo: Laura Pausini, Niccolò Agliardi – musica: Laura Pausini, Paolo Carta)
20. Limpido (feat. Kylie Minogue) (Inedito) – 3:27 (testo: Laura Pausini, Virginio Simonelli – musica: Laura Pausini)

Durata totale: 75:28
Durata generale: 146:30
iTunes Bonus Track
1. In assenza di te (New Version) – 4:31 (testo: Laura Pausini, Cheope – musica: Antonio Galbiati) – (Da La mia risposta, 1998)

### 20 - The Greatest Hits - Deluxe Edition(Italia)
L'edizione 20 - The Greatest Hits Deluxe Edition (2CD+DVD:5053105983520) pubblicata in Italia il 12 novembre 2013 è composta da 2 CD contenenti 38 tracce e da un DVD contenente un video documentario sulla carriera dell'artista intitolato 20 - My Story diretto da Leandro Manuel Emede e Nicolo Cerioni.
DVD
1. 20 - My Story – 105:00

Durata totale: 105:00

### 20 - The Greatest Hits(2 CD, Francia)
L'edizione 20 - The Greatest Hits doppia pubblicata in Francia il 18 novembre 2013 è composta da 2 CD contenenti 38 tracce.
La traccia 13 del CD 1 è On n'oublie jamais rien, on vit avec in duetto con Hélène Ségara in sostituzione del brano Every Day Is a Monday.
- 2CD: 5053105983322

CD 1
1. On n'oublie jamais rien, on vit avec (feat. Hélène Ségara) – 5:07 (testo e musica: Antonio Angelelli, Bruno Grimaldi e Gérard Capaldi - adatt. italiano: Laura Pausini) – (Da Humaine, 2003)

Durata totale: 73:05

Durata generale: 148:32

### 20 - The Greatest Hits(1 CD, Francia)
L'edizione 20 - The Greatest Hits singola pubblicata in Francia il 18 novembre 2013 è composta da 1 CD contenente 18 tracce.
- CD: 5053105996629

1. La solitudine (feat. Ennio Morricone) (New Version 2013) – 5:03 (testo: Federico Cavalli, Pietro Cremonesi – musica: Angelo Valsiglio, Pietro Cremonesi) – (Da Laura Pausini, 1993)
2. Tra te e il mare (New Version) – 4:17 (testo e musica: Biagio Antonacci) – (Da Tra te e il mare, 2000)
3. E ritorno da te (New Version) – 4:00 (testo: Laura Pausini, Cheope – musica: Daniel Vuletic) – (Da The Best of Laura Pausini - E ritorno da te, 2001)
4. On n'oublie jamais rien, on vit avec (feat. Hélène Ségara) – 5:07 (testo e musica: Antonio Angelelli, Bruno Grimaldi e Gérard Capaldi - adatt. italiano: Laura Pausini) – (Da Humaine, 2003)
5. Come se non fosse stato mai amore (Remastered Version) – 3:59 (testo: Laura Pausini, Cheope – musica: Daniel Vuletic) – (Da Resta in ascolto, 2004)
6. Mi abbandono a te (Remastered Version) – 4:41 (testo e musica: Madonna, Laura Pausini, Rick Nowels) – (Da Resta in ascolto, 2004)
7. You'll Never Find Another Love like Mine (feat. Michael Bublé) (Live 2005 - Wilten Theater, Los Angeles) – 3:42 (testo e musica: Kenny Gamble, Leon Huff)
8. Surrender to Love (feat. Ray Charles) – 4:11 (testo e musica: Narada Michael Walden, Sunny Hilden) – (Da Genius&Friends, 2005)
9. Je chante (Io canto) (feat. Lara Fabian) (New Version) – 4:24 (testo: Marco Luberti – adatt. francese: Jean-Pierre Lemaire – musica: Riccardo Cocciante) – (Da Io canto, 2006)
10. Dare to Live (vivere) (feat. Andrea Bocelli) – 4:19 (testo e musica: Gerardina Trovato, Celso Valli, Angelo Anastasio - adatt. inglese: Eugenio Finardi) – (Da Vivere - The Best of Andrea Bocelli, 2007)
11. Ascolta il tuo cuore (Live 2007 - Stadio Giuseppe Meazza di San Siro, Milano) – 4:17 (testo: Cheope, Fabrizio Pausini – musica: Vito Mastrofrancesco, Alberto Mastrofrancesco, Charles Cohiba) – (Da San Siro 2007, 2007)
12. Paris au mois d'aout (feat. Charles Aznavour) – 3:39 (testo e musica: Charles Aznavour) – (Da Duos, 2008)
13. Invece no (Remastered Version) – 3:54 (testo: Laura Pausini, Niccolò Agliardi – musica: Laura Pausini, Paolo Carta) – (Da Primavera in anticipo, 2008)
14. Primavera in anticipo (It Is My Song) (feat. James Blunt) (Remastered Version) – 3:28 (testo: Laura Pausini, Cheope, James Blunt – musica: Daniel Vuletic) – (Da Primavera in anticipo, 2008)
15. Resta in ascolto/Escucha atento (Live 2012 - Royal Albert Hall, Londra, inedito) – 3:31 (testo: Laura Pausini, Cheope - adatt. spagnolo: Badia – musica: Daniel Vuletic)
16. Limpido (feat. Kylie Minogue) (Inedito) – 3:27 (testo: Laura Pausini, Virginio Simonelli – musica: Laura Pausini)
17. Dove resto solo io (Inedito) – 3:38 (testo: Laura Pausini, Virginio Simonelli – musica: Laura Pausini)
18. Se non te (Inedito) – 4:05 (testo: Laura Pausini, Niccolò Agliardi – musica: Laura Pausini, Paolo Carta) – (Da Caught in the Act, 2003)

Durata totale: 73:42

### 20 - The Greatest Hits - versione italiana(Stati Uniti, 2014)
L'edizione 20 - The Greatest Hits - versione italiana pubblicata negli Stati Uniti d'America il 1º aprile 2014 è composta da 18 tracce in un solo CD.
L'album a differenza degli altri precedenti contiene la traccia 8 In assenza di te New Version in lingua italiana. L'album per il mercato italiano contiene infatti la versione in lingua inglese It's Not Good-Bye, mentre la versione in lingua italiana non è incisa ed è disponibile solo come Bonus Track di iTunes Store.
- CD: 0825646311842

1. Laura 1976 - Ramaya (Inedito) – 0:25 (testo e musica: Afric Simone, Simone Regal) – (Da Ramaya, 1975)
2. La solitudine (feat. Ennio Morricone) (New Version 2013) – 5:03 (testo: Federico Cavalli, Pietro Cremonesi – musica: Angelo Valsiglio, Pietro Cremonesi) – (Da Laura Pausini, 1993)
3. Non c'è/Se fue (feat. Marc Anthony) (New Version 2013) – 4:31 (testo: Federico Cavalli, Pietro Cremonesi - adatt. spagnolo: Badia – musica: Angelo Valsiglio, Pietro Cremonesi) – (Da Laura Pausini, 1993-1994)
4. Gente (New Version 2013) – 3:48 (testo: Cheope, Marco Marati – musica: Angelo Valsiglio) – (Da Laura, 1994)
5. Strani amori (New Version 2013) – 4:58 (testo: Cheope, Marco Marati, Francesco Tanini – musica: Angelo Valsiglio, Roberto Buti) – (Da Laura, 1994)
6. Incancellabile (New Version) – 3:59 (testo: Cheope – musica: Giuseppe Carella, Fabrizio Baldoni, Gino De Stefani) – (Da Le cose che vivi, 1996)
7. Le cose che vivi/Tudo o que eu vivo (feat. Ivete Sangalo) (New Version) – 4:43 (testo: Cheope - adatt. portoghese: Cláudio Rabello – musica: Giuseppe Carella, Fabrizio Baldoni, Gino De Stefani)
8. In assenza di te (New Version) – 4:39 (testo: Laura Pausini, Cheope – musica: Antonio Galbiati) – (Da La mia risposta, 1998)
9. Tra te e il mare (New Version) – 4:17 (testo e musica: Biagio Antonacci) – (Da Tra te e il mare, 2000)
10. E ritorno da te (New Version) – 4:00 (testo: Laura Pausini, Cheope – musica: Daniel Vuletic) – (Da The Best of Laura Pausini - E ritorno da te, 2001)
11. Vivimi/Víveme (feat. Alejandro Sanz) (New Version) – 3:55 (testo e musica: Biagio Antonacci - adatt. spagnolo: Badia) – (Da Resta in ascolto-Escucha, 2004)
12. Je chante (Io canto) (feat. Lara Fabian) (New Version) – 4:24 (testo: Marco Luberti – adatt. francese: Jean-Pierre Lemaire – musica: Riccardo Cocciante) – (Da Io canto, 2006)
13. Invece no (Remastered Version) – 3:54 (testo: Laura Pausini, Niccolò Agliardi – musica: Laura Pausini, Paolo Carta) – (Da Primavera in anticipo, 2008)
14. Benvenuto (Remastered Version) – 3:57 (testo: Laura Pausini, Niccolò Agliardi – musica: Laura Pausini, Paolo Carta) – (Da Inedito, 2011)
15. Dove resto solo io (Inedito) – 3:38 (testo: Laura Pausini, Virginio Simonelli – musica: Laura Pausini)
16. Limpido (Inedito, Solo Version) – 3:27 (testo: Laura Pausini, Virginio Simonelli – musica: Laura Pausini)
17. Se non te (Inedito) – 4:05 (testo: Laura Pausini, Niccolò Agliardi – musica: Laura Pausini, Paolo Carta)
18. Limpido (feat. Kylie Minogue) (Inedito) – 3:27 (testo: Laura Pausini, Virginio Simonelli – musica: Laura Pausini)

Durata totale: 71:10

### Greatest Hits(Australia, 2014)
L'edizione Greatest Hits pubblicata in Australia il 23 maggio 2014 è composta da 18 tracce in un solo CD.
- CD: 9397601000661

1. La solitudine (feat. Ennio Morricone) (New Version 2013) – 5:03 (testo: Federico Cavalli, Pietro Cremonesi – musica: Angelo Valsiglio, Pietro Cremonesi) – (Da Laura Pausini, 1993)
2. Se fue (feat. Marc Anthony) (New Version 2013) – 4:31 (testo: Federico Cavalli, Pietro Cremonesi - adatt. spagnolo: Badia – musica: Angelo Valsiglio, Pietro Cremonesi) – (Da Laura Pausini, 1993-1994)
3. Gente (New Version 2013) – 3:48 (testo: Cheope, Marco Marati – musica: Angelo Valsiglio) – (Da Laura, 1994)
4. Strani amori (New Version 2013) – 4:58 (testo: Cheope, Marco Marati, Francesco Tanini – musica: Angelo Valsiglio, Roberto Buti) – (Da Laura, 1994)
5. Incancellabile (New Version) – 3:59 (testo: Cheope – musica: Giuseppe Carella, Fabrizio Baldoni, Gino De Stefani) – (Da Le cose che vivi, 1996)
6. Le cose che vivi/Tudo o que eu vivo (feat. Ivete Sangalo) (New Version) – 4:43 (testo: Cheope - adatt. portoghese: Cláudio Rabello – musica: Giuseppe Carella, Fabrizio Baldoni, Gino De Stefani)
7. It's Not Good-Bye (New Version) – 4:39 (testo: Laura Pausini, Cheope - adatt. inglese: Shelly Peiken – musica: Antonio Galbiati) – (Da From the Inside, 2002)
8. Tra te e il mare (New Version) – 4:17 (testo e musica: Biagio Antonacci) – (Da Tra te e il mare, 2000)
9. E ritorno da te (New Version) – 4:00 (testo: Laura Pausini, Cheope – musica: Daniel Vuletic) – (Da The Best of Laura Pausini - E ritorno da te, 2001)
10. Surrender (New Version) – 4:47 (testo e musica: Dane de Viller, Sean Hosein, Steven Smith, Anthony Anderson) – (Da From the Inside, 2002)
11. Víveme (feat. Alejandro Sanz) (New Version) – 3:55 (testo e musica: Biagio Antonacci - adatt. spagnolo: Badia) – (Da Escucha, 2004)
12. You'll Never Find Another Love like Mine (feat. Michael Bublé) (Live 2005 - Wilten Theater, Los Angeles) – 3:42 (testo e musica: Kenny Gamble, Leon Huff) – (Da Caught in the Act, 2003)
13. Je chante (Io canto) (feat. Lara Fabian) (New Version) – 4:24 (testo: Marco Luberti – adatt. francese: Jean-Pierre Lemaire – musica: Riccardo Cocciante) – (Da Io canto, 2006)
14. Invece no (Remastered Version) – 3:54 (testo: Laura Pausini, Niccolò Agliardi – musica: Laura Pausini, Paolo Carta) – (Da Primavera in anticipo, 2008)
15. Primavera in anticipo (It Is My Song) (feat. James Blunt) (Remastered Version) – 3:28 (testo: Laura Pausini, Cheope, James Blunt – musica: Daniel Vuletic) – (Da Primavera in anticipo, 2008)
16. Benvenuto (Remastered Version) – 3:57 (testo: Laura Pausini, Niccolò Agliardi – musica: Laura Pausini, Paolo Carta) – (Da Inedito, 2011)
17. Resta in ascolto/Escucha atento (Live 2012 - Royal Albert Hall, Londra, inedito) – 3:31 (testo: Laura Pausini, Cheope - adatt. spagnolo: Badia – musica: Daniel Vuletic)
18. Limpido (feat. Kylie Minogue) (Inedito) – 3:27 (testo: Laura Pausini, Virginio Simonelli – musica: Laura Pausini)

Durata totale: 75:03

### 20 - Grandes Exitos(Spagna)
L'edizione 20 - Grandes Exitos pubblicata in Spagna il 12 novembre 2013 è composta da 2 CD contenenti 38 tracce.
- 2CD: 5053105978823

CD 1
1. Laura 1976 - Ramaya (Inedito) – 0:25 (testo e musica: Afric Simone, Simone Regal) – (Da Ramaya, 1975)
2. La soledad (feat. Ennio Morricone) (New Version 2013) – 5:03 (testo: Federico Cavalli, Pietro Cremonesi - adatt. spagnolo: Badia – musica: Angelo Valsiglio, Pietro Cremonesi) – (Da Laura Pausini, 1994)
3. Se fue (feat. Marc Anthony) (New Version 2013) – 4:31 (testo: Federico Cavalli, Pietro Cremonesi - adatt. spagnolo: Badia – musica: Angelo Valsiglio, Pietro Cremonesi) – (Da Laura Pausini, 1994)
4. Gente (New Version 2013) – 3:48 (testo: Cheope, Marco Marati - adatt. spagnolo: Badia – musica: Angelo Valsiglio) – (Da Laura Pausini, 1994)
5. Amores extraños (New Version 2013) – 4:58 (testo: Cheope, Marco Marati, Francesco Tanini - adatt. spagnolo: Badia – musica: Angelo Valsiglio, Roberto Buti) – (Da Laura Pausini, 1994)
6. Inolvidable (New Version) – 3:59 (testo: Cheope - adatt. spagnolo: Badia – musica: Giuseppe Carella, Fabrizio Baldoni, Gino De Stefani) – (Da Las cosas que vives, 1996)
7. Las cosas que vives/Tudo o que eu vivo (feat. Ivete Sangalo) (New Version) – 4:42 (testo: Cheope - adatt. spagnolo: Badia - adatt. portoghese: Cláudio Rabello – musica: Giuseppe Carella, Fabrizio Baldoni, Gino De Stefani) – (Da Las cosas que vives-Le cose che vivi, 1996)
8. En ausencia de ti (New Version) – 3:48 (testo: Laura Pausini, Cheope - adatt. spagnolo: Laura Pausini, Badia – musica: Antonio Galbiati) – (Da Mi respuesta, 1998)
9. One More Time – 4:21 (testo e musica: Richard Marx) – (Da Message in a Bottle - Original Soundtrack, 1999)
10. Entre tú y mil mares (New Version) – 4:17 (testo e musica: Biagio Antonacci - adatt. spagnolo: Badia) – (Da Entre tú y mil mares, 2000)
11. Every Day Is a Monday (Remastered Version) – 3:05 (testo: Laura Pausini, Giuseppe Dati, Cheope – musica: Andreas Carlsson, Alistair Thomson) – (Da From the Inside, 2002)
12. Volveré junto a ti (New Version) – 4:00 (testo: Laura Pausini, Cheope - adatt. spagnolo: Badia – musica: Daniel Vuletic) – (Da Lo mejor de Laura Pausini - Volveré junto a ti, 2001)
13. Surrender (New Version) – 4:47 (testo e musica: Dane de Viller, Sean Hosein, Steven Smith, Anthony Anderson) – (Da From the Inside, 2002)
14. Víveme (feat. Alejandro Sanz) (New Version) – 3:54 (testo e musica: Biagio Antonacci - adatt. spagnolo: Badia) – (Da Escucha, 2004)
15. Como si no nos hubiéramos amado (Remastered Version) – 3:58 (testo: Laura Pausini, Cheope - adatt. spagnolo: León Tristán – musica: Daniel Vuletic) – (Da Escucha, 2004)
16. Me abandono a ti (Remastered Version) – 4:41 (testo e musica: Madonna, Laura Pausini, Rick Nowels - adatt. spagnolo: Laura Pausini) – (Da Escucha, 2004)
17. Prendo te (New Version) – 2:10 (testo e musica: Laura Pausini) – (Da Escucha DVD, 2004)
18. You'll Never Find Another Love like Mine (feat. Michael Bublé) (Live 2005 - Wilten Theater, Los Angeles) – 3:42 (testo e musica: Kenny Gamble, Leon Huff) – (Da Caught in the Act, 2003)

Durata totale: 70:09
CD 2
1. She (Uguale a lei) (New Version) – 3:08 (testo e musica: Herbert Kretzmer - adatt. italiano: Giorgio Calabrese) – (Da download digitale, 2006)
2. Surrender to Love (feat. Ray Charles) – 4:11 (testo e musica: Narada Michael Walden, Sunny Hilden) – (Da Genius&Friends, 2005)
3. Dispárame, dispara (Remastered Version) – 4:10 (testo: Samuele Bersani, Lucio Dalla - adatt. spagnolo: Ortiz, Laura Pausini – musica: Samuele Bersani, Giuseppe D'Onghia) – (Da Yo canto, 2006)
4. Vive ya! (vivere) (feat. Andrea Bocelli) – 4:19 (testo e musica: Gerardina Trovato, Celso Valli, Angelo Anastasio - adatt. spagnolo Jorge Ballesteros) – (Da Vivere - Lo mejor de Andrea Bocelli, 2007)
5. Te amaré (feat. Miguel Bosé) – 5:23 (testo e musica: Miguel Bosé, Juan Carlos Calderón) – (Da Papito, 2007)
6. Ascolta il tuo cuore (Live 2007 - Stadio Giuseppe Meazza di San Siro, Milano) – 4:17 (testo: Cheope, Fabrizio Pausini – musica: Vito Mastrofrancesco, Alberto Mastrofrancesco, Charles Cohiba) – (Da San Siro 2007, 2007)
7. Paris au mois d'aout (feat. Charles Aznavour) – 3:39 (testo e musica: Charles Aznavour) – (Da Duos, 2008)
8. En cambio no (Remastered Version) – 3:54 (testo: Laura Pausini, Niccolò Agliardi - adatt. spagnolo: Ignacio Ballesteros – musica: Laura Pausini, Paolo Carta) – (Da Primavera anticipada, 2008)
9. Primavera anticipada (It Is My Song) (feat. James Blunt) (Remastered Version) – 3:28 (testo: Laura Pausini, Cheope, James Blunt - adatt. spagnolo: Ignacio Ballesteros – musica: Daniel Vuletic) – (Da Primavera anticipada, 2008)
10. Con la musica en la radio (New Version) – 4:56 (testo: Laura Pausini, Daniel Vuletic - adatt. spagnolo: Ignacio Ballesteros – musica: Laura Pausini, Cheope) – (Da Laura Live Gira Mundial 09, 2009)
11. Un'emergenza d'amore (Live 2009 - Lincoln Center, New York, inedito) – 4:10 (testo: Laura Pausini, Cheope, Massimo Pacciani – musica: Eric Buffat)
12. Jamás abandoné (Remastered Version) – 3:23 (testo: Laura Pausini, Niccolò Agliardi – adatt. spagnolo: Jorge Ballesteros – musica: Laura Pausini, Paolo Carta) – (Da Inédito, 2011)
13. Bienvenido (Remastered Version) – 3:57 (testo: Laura Pausini, Niccolò Agliardi – adatt. spagnolo: Jorge Ballesteros – musica: Laura Pausini, Paolo Carta) – (Da Inédito, 2011)
14. Asì celeste (Remastered Version) – 4:02 (testo: Laura Pausini, Giuseppe Dati – adatt. spagnolo: Jorge Ballesteros – musica: Giuseppe Dati, Goffredo Orlandi) – (Da Inédito, 2011)
15. Paola 2013 (Inedito) – 0:06
16. Resta in ascolto/Escucha atento (Live 2012 - Royal Albert Hall, Londra, inedito) – 3:31 (testo: Laura Pausini, Cheope - adatt. spagnolo: Badia – musica: Daniel Vuletic)
17. Donde quedo solo yo (Inedito) – 3:37 (testo: Laura Pausini, Virginio Simonelli – adatt. spagnolo: Jorge Ballesteros – musica: Laura Pausini)
18. Limpio (feat. Kylie Minogue) (Spanish Duo Version, inedito) – 3:27 (testo: Laura Pausini, Virginio Simonelli - adatt. spagnolo: Ignacio Ballesteros – musica: Laura Pausini)
19. Sino a ti (Inedito) – 4:05 (testo: Laura Pausini, Niccolò Agliardi - adatt. spagnolo: Jorge Ballesteros – musica: Laura Pausini, Paolo Carta)
20. Limpio (feat. Kylie Minogue) (Spanglish Duo Version, inedito) – 3:27 (testo: Laura Pausini, Virginio Simonelli - adatt. spagnolo: Ignacio Ballesteros – musica: Laura Pausini)

Durata totale: 75:10
Durata generale: 145:19

### 20 - Grandes Exitos(America Latina)
L'edizione 20 - Grandes Exitos pubblicata in America Latina 12 novembre 2013 è composta da 2 CD contenenti 38 tracce.
La traccia 18 del CD 2 è Limpio in Spanish Solo Version e non in Spanish Duo Version come nella versione per la Spagna.
- 2 CD: 0825646369805

CD 2
1. Limpio (Spanish Solo Version, inedito) – 3:27 (testo: Laura Pausini, Virginio Simonelli - adatt. spagnolo: Ignacio Ballesteros – musica: Laura Pausini)

1. Limpio (feat. Kylie Minogue) (Spanglish Duo Version, inedito) – 3:27 (testo: Laura Pausini, Virginio Simonelli - adatt. spagnolo: Ignacio Ballesteros – musica: Laura Pausini)

Durata generale: 145:19

### 20 - Grandes Exitos(Spagna, America Latina, New Version Repack 2014)
La nuova edizione di 20 - Grandes Exitos pubblicata in Spagna e in America Latina il 23 settembre 2014 è composta da 2 CD contenenti 38 tracce, di cui tre ri-registrate in duetto.
- 2 CD: 0825646227587

CD 1
(le tracce sono le stesse della prima versione 20 - Grandes Exitos pubblicata in Spagna nel 2013 ad eccezione della numero 10)
1. Entre tú y mil mares (feat. Melendi) (New Version 2014) – 4:17 (testo e musica: Biagio Antonacci - adatt. spagnolo: Badia) – (Da Entre tú y mil mares, 2000)

CD 2
(le tracce sono le stesse della prima versione 20 - Grandes Exitos pubblicata in Spagna nel 2013 ad eccezione della numero 17 e 19)
1. Donde quedo solo yo (feat. Álex Ubago) (Inedito) – 3:37 (testo: Laura Pausini, Virginio Simonelli – adatt. spagnolo: Jorge Ballesteros – musica: Laura Pausini)

1. Sino a ti (feat. Thalía) (Inedito) – 4:05 (testo: Laura Pausini, Niccolò Agliardi - adatt. spagnolo: Jorge Ballesteros – musica: Laura Pausini, Paolo Carta)

Durata generale: 145:19

### 20 - Grandes Exitos(Spagna, New Version Repack 2015)
L'edizione 20 - Grandes Exitos pubblicata in Spagna il 28 aprile 2015 è composta da 1 CD contenente 17 tracce, tra le quali anche i tre nuovi duetti registrati nel 2014.
CD: 5054196603625
1. La soledad (feat. Ennio Morricone) (New Version 2013) – 5:03 (testo: Federico Cavalli, Pietro Cremonesi - adatt. spagnolo: Badia – musica: Angelo Valsiglio, Pietro Cremonesi) – (Da Laura Pausini, 1994)
2. Se fue (feat. Marc Anthony) (New Version 2013) – 4:31 (testo: Federico Cavalli, Pietro Cremonesi - adatt. spagnolo: Badia – musica: Angelo Valsiglio, Pietro Cremonesi) – (Da Laura Pausini, 1994)
3. Gente (New Version 2013) – 3:48 (testo: Cheope, Marco Marati - adatt. spagnolo: Badia – musica: Angelo Valsiglio) – (Da Laura Pausini, 1994)
4. Amores extraños (New Version 2013) – 4:58 (testo: Cheope, Marco Marati, Francesco Tanini - adatt. spagnolo: Badia – musica: Angelo Valsiglio, Roberto Buti) – (Da Laura Pausini, 1994)
5. Inolvidable (New Version) – 3:59 (testo: Cheope - adatt. spagnolo: Badia – musica: Giuseppe Carella, Fabrizio Baldoni, Gino De Stefani) – (Da Las cosas que vives, 1996)
6. En ausencia de ti (New Version) – 3:48 (testo: Laura Pausini, Cheope - adatt. spagnolo: Laura Pausini, Badia – musica: Antonio Galbiati) – (Da Mi respuesta, 1998)
7. Entre tú y mil mares (feat. Melendi) (New Version 2014) – 4:17 (testo e musica: Biagio Antonacci - adatt. spagnolo: Badia) – (Da Entre tú y mil mares, 2000)
8. Volveré junto a ti (New Version) – 4:00 (testo: Laura Pausini, Cheope - adatt. spagnolo: Badia – musica: Daniel Vuletic) – (Da Lo mejor de Laura Pausini - Volveré junto a ti, 2001)
9. Víveme (feat. Alejandro Sanz) (New Version) – 3:54 (testo e musica: Biagio Antonacci - adatt. spagnolo: Badia) – (Da Escucha, 2004)
10. Te amaré (feat. Miguel Bosé) – 5:23 (testo e musica: Miguel Bosé, Juan Carlos Calderón) – (Da Papito, 2007)
11. En cambio no (Remastered Version) – 3:54 (testo: Laura Pausini, Niccolò Agliardi - adatt. spagnolo: Ignacio Ballesteros – musica: Laura Pausini, Paolo Carta) – (Da Primavera anticipada, 2008)
12. Primavera anticipada (It Is My Song) (feat. James Blunt) (Remastered Version) – 3:28 (testo: Laura Pausini, Cheope, James Blunt - adatt. spagnolo: Ignacio Ballesteros – musica: Daniel Vuletic) – (Da Primavera anticipada, 2008)
13. Jamás abandoné (Remastered Version) – 3:23 (testo: Laura Pausini, Niccolò Agliardi – adatt. spagnolo: Jorge Ballesteros – musica: Laura Pausini, Paolo Carta) – (Da Inédito, 2011)
14. Bienvenido (Remastered Version) – 3:57 (testo: Laura Pausini, Niccolò Agliardi – adatt. spagnolo: Jorge Ballesteros – musica: Laura Pausini, Paolo Carta) – (Da Inédito, 2011)
15. Donde quedo solo yo (feat. Álex Ubago) (Inedito) – 3:37 (testo: Laura Pausini, Virginio Simonelli – adatt. spagnolo: Jorge Ballesteros – musica: Laura Pausini)
16. Sino a ti (feat. Thalía) (Inedito) – 4:05 (testo: Laura Pausini, Niccolò Agliardi - adatt. spagnolo: Jorge Ballesteros – musica: Laura Pausini, Paolo Carta)
17. Limpio (feat. Kylie Minogue) (Spanglish Duo Version, inedito) – 3:27 (testo: Laura Pausini, Virginio Simonelli - adatt. spagnolo: Ignacio Ballesteros – musica: Laura Pausini)

Durata totale: 69:32

### 20 - Grandes Exitos - Spanish Deluxe(Spagna, New Version Repack 2015)
L'edizione 20 - Grandes Exitos Spanish Deluxe  (3CD+DVD: 5054196600624) pubblicata in Spagna il 28 aprile 2015 è composta da 3 CD (2 in lingua spagnola e 1 in lingua italiana) contenenti 54 tracce, tra le quali anche i tre nuovi duetti registrati nel 2014 e da un DVD contenente un video documentario sulla carriera dell'artista intitolato 20 - My Story e 5 videoclip duetto.
CD 1
(le tracce sono le stesse della versione 20 - Grandes Exitos - New Version Repack 2014 pubblicata in Spagna e in America Latina nel 2014)
CD 2
(le tracce sono le stesse della versione 20 - Grandes Exitos - New Version Repack 2014 pubblicata in Spagna e in America Latina nel 2014)
CD 3 - Italian Version
1. La solitudine (feat. Ennio Morricone) (New Version 2013) – 5:03 (testo: Federico Cavalli, Pietro Cremonesi – musica: Angelo Valsiglio, Pietro Cremonesi) – (Da Laura Pausini, 1993)
2. Non c'è/Se fue (feat. Marc Anthony) (New Version 2013) – 4:31 (testo: Federico Cavalli, Pietro Cremonesi - adatt. spagnolo: Badia – musica: Angelo Valsiglio, Pietro Cremonesi) – (Da Laura Pausini, 1993-1994)
3. Gente (New Version 2013) – 3:48 (testo: Cheope, Marco Marati – musica: Angelo Valsiglio) – (Da Laura, 1994)
4. Strani amori (New Version 2013) – 4:58 (testo: Cheope, Marco Marati, Francesco Tanini – musica: Angelo Valsiglio, Roberto Buti) – (Da Laura, 1994)
5. Incancellabile (New Version) – 3:59 (testo: Cheope – musica: Giuseppe Carella, Fabrizio Baldoni, Gino De Stefani) – (Da Le cose che vivi, 1996)
6. In assenza di te (New Version) – 4:31 (testo: Laura Pausini, Cheope – musica: Antonio Galbiati) – (Da La mia risposta, 1998)
7. Tra te e il mare (New Version) – 4:17 (testo e musica: Biagio Antonacci) – (Da Tra te e il mare, 2000)
8. E ritorno da te (New Version) – 4:00 (testo: Laura Pausini, Cheope – musica: Daniel Vuletic) – (Da The Best of Laura Pausini - E ritorno da te, 2001)
9. Vivimi/Víveme (feat. Alejandro Sanz) (New Version) – 3:55 (testo e musica: Biagio Antonacci - adatt. spagnolo: Badia) – (Da Resta in ascolto-Escucha, 2004)
10. Invece no (Remastered Version) – 3:54 (testo: Laura Pausini, Niccolò Agliardi – musica: Laura Pausini, Paolo Carta) – (Da Primavera in anticipo, 2008)
11. Primavera in anticipo (It Is My Song) (feat. James Blunt) (Remastered Version) – 3:28 (testo: Laura Pausini, Cheope, James Blunt – musica: Daniel Vuletic) – (Da Primavera in anticipo, 2008)
12. Non ho mai smesso (Remastered Version) – 3:24 (testo: Laura Pausini, Niccolò Agliardi – musica: Laura Pausini, Paolo Carta) – (Da Inedito, 2011)
13. Benvenuto (Remastered Version) – 3:57 (testo: Laura Pausini, Niccolò Agliardi – musica: Laura Pausini, Paolo Carta) – (Da Inedito, 2011)
14. Dove resto solo io (Inedito) – 3:38 (testo: Virginio Simonelli, Laura Pausini – musica: Virginio Simonelli)
15. Limpido (feat. Kylie Minogue) (Inedito) – 3:27 (testo: Laura Pausini, Virginio Simonelli – musica: Laura Pausini)
16. Se non te (Inedito) – 4:05 (testo: Laura Pausini, Niccolò Agliardi – musica: Laura Pausini, Paolo Carta)

Durata totale: 64:55
Durata generale: 210:14
DVD
1. 20 - My Story (Documentario) – 105:00
2. Limpio (Spanish Duo Version) (feat. Kylie Minogue) (Videoclip) – 3:51
3. Donde quedo solo yo (Inedito) (feat. Álex Ubago) (Videoclip) – 3:44
4. Sino a ti (Inedito) (feat. Thalía) (Videoclip) – 4:22
5. Víveme (New Version) (feat. Alejandro Sanz) (Videoclip) – 4:14
6. Entre tú y mil mares (New Version 2014) (feat. Melendi) (Videoclip) – 4:18

Durata totale: 125:29

### 20 - The Greatest Hits/Grandes Exitos(Stati Uniti)
L'edizione 20 - The Greatest Hits/Grandes Exitos pubblicata negli Stati Uniti d'America il 19 novembre 2013 è composta da 16 tracce in un solo CD raccolte tra l'edizione in lingua italiana e l'edizione in lingua spagnola.
- CD: 0825646368129

1. La solitudine (feat. Ennio Morricone) (New Version 2013) – 5:03 (testo: Federico Cavalli, Pietro Cremonesi – musica: Angelo Valsiglio, Pietro Cremonesi) – (Da Laura Pausini, 1993)
2. Se fue (feat. Marc Anthony) (New Version 2013) – 4:31 (testo: Federico Cavalli, Pietro Cremonesi - adatt. spagnolo: Badia – musica: Angelo Valsiglio, Pietro Cremonesi) – (Da Laura Pausini, 1994)
3. Amores extraños (New Version 2013) – 4:58 (testo: Cheope, Marco Marati, Francesco Tanini - adatt. spagnolo: Badia – musica: Angelo Valsiglio, Roberto Buti) – (Da Laura Pausini, 1994)
4. Inolvidable (New Version) – 3:59 (testo: Cheope - adatt. spagnolo: Badia – musica: Giuseppe Carella, Fabrizio Baldoni, Gino De Stefani) – (Da Las cosas que vives, 1996)
5. Le cose che vivi/Tudo o que eu vivo (feat. Ivete Sangalo) (New Version) – 4:43 (testo: Cheope - adatt. portoghese: Cláudio Rabello – musica: Giuseppe Carella, Fabrizio Baldoni, Gino De Stefani) – (Da Le cose che vivi, 1996)
6. It's Not Good-Bye (New Version) – 4:39 (testo: Laura Pausini, Cheope - adatt. inglese: Shelly Peiken – musica: Antonio Galbiati) – (Da From the Inside, 2002)
7. Entre tú y mil mares (New Version) – 4:17 (testo e musica: Biagio Antonacci - adatt. spagnolo: Badia) – (Da Entre tú y mil mares, 2000)
8. E ritorno da te (New Version) – 4:00 (testo: Laura Pausini, Cheope – musica: Daniel Vuletic) – (Da The Best of Laura Pausini - E ritorno da te, 2001)
9. Víveme (feat. Alejandro Sanz) (New Version) – 3:54 (testo e musica: Biagio Antonacci - adatt. spagnolo: Badia) – (Da Escucha, 2004)
10. Como si no nos hubiéramos amado (Remastered Version) – 3:58 (testo: Laura Pausini, Cheope - adatt. spagnolo: León Tristán – musica: Daniel Vuletic) – (Da Escucha, 2004)
11. You'll Never Find Another Love like Mine (feat. Michael Bublé) (Live 2005 - Wilten Theater, Los Angeles) – 3:42 (testo e musica: Kenny Gamble, Leon Huff) – (Da Caught in the Act, 2003)
12. En cambio no (Remastered Version) – 3:54 (testo: Laura Pausini, Niccolò Agliardi - adatt. spagnolo: Ignacio Ballesteros – musica: Laura Pausini, Paolo Carta) – (Da Primavera anticipada, 2008)
13. Bienvenido (Remastered Version) – 3:57 (testo: Laura Pausini, Niccolò Agliardi – adatt. spagnolo: Jorge Ballesteros – musica: Laura Pausini, Paolo Carta) – (Da Inédito, 2011)
14. Sino a ti (Inedito) – 4:05 (testo: Laura Pausini, Niccolò Agliardi - adatt. spagnolo: Jorge Ballesteros – musica: Laura Pausini, Paolo Carta)
15. Donde quedo solo yo (Inedito) – 3:37 (testo: Laura Pausini, Virginio Simonelli – adatt. spagnolo: Jorge Ballesteros – musica: Laura Pausini)
16. Limpio (feat. Kylie Minogue) (Spanglish Duo Version, inedito) – 3:27 (testo: Laura Pausini, Virginio Simonelli - adatt. spagnolo: Ignacio Ballesteros – musica: Laura Pausini)

Durata totale: 66:44

### 20 - The Greatest Hits/Grandes Exitos 2014(Stati Uniti, New Version Repack 2014)
La nuova edizione 20 - The Greatest Hits/Grandes Exitos 2014 pubblicata negli Stati Uniti d'America il 28 novembre 2014 è composta da 16 tracce, le stesse della versione del 2013 20 - The Greatest Hits/Grandes Exitos ma con 4 eccezioni: La soledad in lingua spagnola in sostituzione de La solitudine e Entre tú y mil mares, Sino a ti e Donde quedo solo yo ri-registrate in duetto.
- CD: 0825646219216

1. La soledad (feat. Ennio Morricone) (New Version 2013) – 5:03 (testo: Federico Cavalli, Pietro Cremonesi - adatt. spagnolo: Badia – musica: Angelo Valsiglio, Pietro Cremonesi) – (Da Laura Pausini, 1994)

1. Entre tú y mil mares (feat. Melendi) (New Version 2014) – 4:17 (testo e musica: Biagio Antonacci - adatt. spagnolo: Badia) – (Da Entre tú y mil mares, 2000)

1. Sino a ti (feat. Thalía) (Inedito) – 4:05 (testo: Laura Pausini, Niccolò Agliardi - adatt. spagnolo: Jorge Ballesteros – musica: Laura Pausini, Paolo Carta)

1. Donde quedo solo yo (feat. Álex Ubago) (Inedito) – 3:37 (testo: Laura Pausini, Virginio Simonelli – adatt. spagnolo: Jorge Ballesteros – musica: Laura Pausini)

Durata totale: 66:44

### Differenze fra edizioni
Differenze tra album per il mercato italiano (5053105943722,0825646370313 e 5053105983520), francese (5053105983322 e 5053105983322), spagnolo (5053105978823), latino (0825646369805) e statunitense (0825646311842).
CD 1
- Tracce 1,2,4,5,6,10,12,15,16: sull'album per il mercato spagnolo-latinoamericano sono tradotte in lingua spagnola.
- Traccia 3: sull'album per il mercato spagnolo-latinoamericano è solo in lingua spagnola (Se fue) e non in italo-spagnola (Non c'è/Se fue).
- Traccia 7: sull'album per il mercato spagnolo-latinoamericano è in lingua spagnola-portoghese (Las cosas que vives/Tudo o que eu vivo) e non lingua italo-portoghese (Le cose che vivi/Tudo o que eu vivo).
- Traccia 8: sull'album per il mercato spagnolo-latinoamericano è in lingua spagnola (En ausencia de ti) e non in lingua inglese (It's Not Good-Bye).
- Traccia 8: sull'album per il mercato statunitense è in lingua italiana (In assenza di te) e non in lingua inglese (It's Not Good-Bye).
- Traccia 14: sull'album per il mercato spagnolo-latinoamericano è solo in lingua spagnola (Víveme) e non in italo-spagnola (Vivimi/Víveme).
- Tracce 9,11,13,17,18: identiche per entrambi i mercati.
- Nell'edizione pubblicata in Francia, la traccia 13, On n'oublie jamais rien, on vit avec in duetto con Hélène Ségara è in sostituzione di Every Day Is a Monday.

CD 2
- Tracce 1,2,5,6,7,11,16: identiche per entrambi i mercati.
- Traccia 3: sull'album per il mercato spagnolo-latinoamericano il brano rimasterizzato Dispárame, dispara in lingua spagnola sostituisce il brano rivisitato in lingua italo-francese Je chante (Io canto) in duetto con Lara Fabian.
- Tracce 4,8,9,10,12,13,14,15,17,18,19,20: sull'album per il mercato spagnolo-latinoamericano sono tradotte in lingua spagnola.
- Nell'edizione in lingua spagnola pubblicata in Spagna sono presenti le tracce 18 Limpio in Spanish Duo Version e 20 in Spanglish Duo Version; nella versione in lingua spagnola pubblicata in America Latina sono invece presenti le tracce 18 Limpio in Spanish Solo Version e 20 in Spanglish Duo Version.

Differenze tra album 2014 per il mercato statunitense (0825646311842) e il mercato australiano (9397601000661).
CD
- Non è presente Laura 1976 - Ramaya.
- Non è presente Limpido (Solo Version).
- È presente Surrender (New Version) .
- È presente You'll Never Find Another Love like Mine.
- It's Not Good-Bye è in sostituzione di In assenza di te.
- Víveme è in sostituzione di Vivimi/Víveme.
- Primavera in anticipo (It Is My Song) è in sostituzione di Dove resto solo io.
- Resta in ascolto/Escucha atento (Live 2012 - Royal Albert Hall, Londra) al posto di Se non te.

## Data di pubblicazione
| Titolo                                                     | Data di pubblicazione                                                                             | Lingua   |
| ---------------------------------------------------------- | ------------------------------------------------------------------------------------------------- | -------- |
| 20 - The Greatest Hits (anche in formato vinile)           | 12 novembre 2013 (Italia)                                                                         | italiana |
| 20 - The Greatest Hits - Deluxe Edition                    | 12 novembre 2013 (Italia)                                                                         | italiana |
| 20 - Grandes Exitos                                        | 12 novembre 2013 (Spagna)                                                                         | spagnola |
| 20 - Grandes Exitos                                        | 12 novembre 2013 (America Latina)                                                                 | spagnola |
| 20 - The Greatest Hits (2 CD)                              | 18 novembre 2013 (Francia)                                                                        | italiana |
| 20 - The Greatest Hits (1 CD)                              | 18 novembre 2013 (Francia)                                                                        | italiana |
| 20 - The Greatest Hits/Grandes Exitos                      | 19 novembre 2013 (Stati Uniti)                                                                    | spagnola |
| 20 - The Greatest Hits - versione italiana                 | 1º aprile 2014 (Stati Uniti)                                                                      | italiana |
| Greatest Hits                                              | 23 maggio 2014 (Australia)                                                                        | italiana |
| 20 - Grandes Exitos (Repack 2014)                          | 23 settembre 2014 (Messico, Argentina) 4 novembre 2014 (Spagna) 18 novembre 2014 (America Latina) | spagnola |
| 20 - The Greatest Hits/Grandes Exitos 2014 (Repack 2014)   | 28 novembre 2014 (Stati Uniti)                                                                    | spagnola |
| 20 - Grandes Exitos (Repack 2015)                          | 28 aprile 2015 (Spagna)                                                                           | spagnola |
| 20 - Grandes Exitos - Spanish Deluxe Edition (Repack 2015) | 28 aprile 2015 (Spagna)                                                                           | spagnola |

## Registrazione
- ORS Oliveta Recording Studio, Castel Bolognese: registrazione, mixaggio
- Logic Studio, Milano: registrazione, mixaggio
- Forum Music Village, Roma: registrazione, mixaggio
- Impatto Studio, Bologna: registrazione, mixaggio
- Fonoprint, Milano: masterizzazione
- Andrea Bocelli Studio, Pisa: registrazione
- CNSO Recording Studios, Praga: registrazione
- Mono Studio, Stoccolma: mixaggio
- Guillame Tell Studios, Suresnes: registrazione
- Abbey Road Studios, Londra: registrazione
- Shabby Road, Londra: registrazione
- Atwhitfield Street Studios, Londra: mixaggio
- Lyndhurst Recording Studios, Londra: registrazione
- Atlantic Seven Studios, Londra: mixaggio

- Westlake Studios, Hollywood: registrazione
- Record Planta, Hollywood: registrazione
- Chartmaker Studios, Los Angeles: registrazione, mixaggio
- Sony Studios, Los Angeles: registrazione
- Worldbeat Recording Studio, Calabasas: registrazione
- The Chill Building, Santa Monica: registrazione
- Chartmaker Studios, California: registrazione
- Sony Studios, Culver City: registrazione
- Top Stop Music Studios, Delray Beach: registrazione, mixaggio
- Wiltern Theater , Los Angeles, agosto 2005: registrazione
- Stadio Giuseppe Meazza di San Siro, Milano, 2 giugno 2007: registrazione
- Lincoln Center, New York, 16 ottobre 2009: registrazione
- Royal Albert Hall, Londra, 22 maggio 2012: registrazione

## Formazione
Musicisti
- voce: Laura Pausini, Marc Anthony, Ivete Sangalo, Alejandro Sanz, Michael Bublé, Ray Charles, Andrea Bocelli, Lara Fabian, Miguel Bosé, Charles Aznavour, James Blunt, Kylie Minogue, Hélène Ségara, Alex Ubago, Thalía, Melendi
- batteria: Vinnie Colaiuta, Carlos Hercules, Mylious Johnson, Steve Ferrone, Curt Bisquera, Maurizio Dei Lazzaretti, Paolo Valli, Emiliano Bassi, Alfredo Golino
- basso: Nathan East, Tony Franklin, Roberto Gallinelli, Lee Sklar, Cesare Chiodo, Jack Master, Matteo Bassi, Giovanni Civitenga, John Themis, Ruben Rodríguez
- chitarra elettrica, chitarra acustica: Paolo Carta, Nicola Oliva, Michael Landau, Dean Parks, Tim Pierce, Adriano Martino, Samuele Dessi, Massimo Varini, Paolo Gianolio, Greg Howe, Rick Nowels, Rusty Anderson, Giorgio Secco, Gabriele Fersini, Emiliano Fantuzzi, Riccardo Galardini
- tastiera: KC Porter, David Foster, Simone Bertolotti, Celso Valli, Paolo Carta, Lorenzo Maffia, Bruno Zucchetti, Ali Thompson, Andreas Carlsson, Rick Nowels, Charles Judge, Dado Parisini, Sergio George
- pianoforte: Luca Scarpa, Randy Kerber, Simone Bertolotti, Daniel Vuletic, Paolo Carta, Bruno Zucchetti, Celso Valli, Sergio George
- percussioni: Luis Conte, Tommy Ruggero, Steve Ferrone, John Themis, William Thompson, Robert Vilera
- tromba, trombone: Josè Sibaja, Domingo Pagliuca
- programmazione: Celso Valli, Samuele Dessì, Paolo Carta, Simone Bertolotti, Bruno Zucchetti, Max Costa, Felipe Elgueta, Alex Richbourg, Luca Bignardi, Wayne Rodríguez, John Themis, Charles Judge, Aaron Zigman, Jochem Van Der Saag
- flauto: Paolo Zampini
- arpa: Vincenzina Capone
- violino: Marcello Sirignano
- cori: Laura Pausini, Monica Hill, Emanuela Cortesi, Gianluigi Fazio, Roberta Granà, Eric Buffat, Orlando, Salimata Ariane Diakite, Antonella Pepe, Monica Magnani, Lisa Abbot, Sandy Chambers, Stefano De Maco, Lori, Darlene and Shannon Perry, Niccolò Agliardi

Orchestra
- Czech National Symphony Orchestra, arrangiata e diretta da Ennio Morricone
- B.I.M. Orchestra, arrangiata e diretta da Paolo Carta, Leader Prisca Amori, Orchestral Contractor Giuseppe Tortora
- London Symphony Orchestra, arrangiata e diretta da Jeoff Wesley
- Synt Orchestra, arrangiata e diretta William Ross
- Abbey Road Orchestra, arrangiata e condotta da Celso Valli, Leader Gaving Wright
- C.V. Ensemble Orchestra, arrangiata e condotta da Celso Valli, Leader Valentino Cordino
- Orchestra, arrangiata e condotta da John Themis e Charles Judge
- The Music Team, Orchestral Contractor Gina Zimmitti
- Orquesta Sinfonica De Madrid
- Steve Jeffries and Patrick Shart
- Orchestra Roma Sinfonietta, arrangiata e diretta da Dado Parisini e Rocco Petruzzi

## Promozione
Il primo singolo estratto dall'album in Italia è Limpido con Kylie Minogue; il secondo Se non te; il terzo Dove resto solo io; il quarto Se fue (New Version 2013) con Marc Anthony.
Il primo singolo estratto in Spagna è Limpio (Spanglish Version) con Kylie Minogue; il secondo è Víveme (New Version) con Alejandro Sanz. Il primo singolo estratto in America Latina è Limpio (Spanish Version) con Kylie Minogue; il secondo è Víveme (New Version) con Alejandro Sanz; il terzo Se fue (New Version 2013) con Marc Anthony.
In seguito alla nuova edizione di 20 - Grandes Exitos contenente tre nuovi duetti inediti e pubblicata a settembre 2014, vengono estratti in Spagna come terzo singolo Donde quedo solo yo con Álex Ubago e come quarto singolo Entre tú y mil mares (New Version 2013) con Melendi; in America Latina come quarto singolo Sino a ti con Thalía.
Singoli
| 20 - The Greatest Hits                                | 20 - The Greatest Hits |
| Titolo                                                | Data di uscita         |
| Italia, Svizzera                                      | Italia, Svizzera       |
| ----------------------------------------------------- | ---------------------- |
| Limpido (Italian-English Version) (con Kylie Minogue) | 10 settembre 2013      |
| Se non te                                             | 4 novembre 2013        |
| Dove resto solo io                                    | 24 gennaio 2014        |
| Se fue (New Version 2013) (con Marc Anthony)          | 28 aprile 2014         |
| Europa                                                |                        |
| Limpido (Italian-English Version) (con Kylie Minogue) | 10 settembre 2013      |
| Brasile                                               |                        |
| Limpido (Italian-English Version) (con Kylie Minogue) | 10 settembre 2013      |
| Se non te                                             | 4 novembre 2013        |
| Francia                                               |                        |
| Limpido (Italian-English Version) (con Kylie Minogue) | 10 settembre 2013      |
| Australia                                             |                        |
| Limpido (Italian-English Version) (con Kylie Minogue) | 10 settembre 2013      |
| Surrender (New Version)                               | 26 maggio 2014         |

| 20 - Grandes Exitos                                   | 20 - Grandes Exitos |
| Titolo                                                | Data di uscita      |
| Spagna                                                | Spagna              |
| ----------------------------------------------------- | ------------------- |
| Limpio (Spanish Version) (con Kylie Minogue)          | 10 settembre 2013   |
| Víveme (New Version) (con Alejandro Sanz)             | 4 dicembre 2013     |
| Donde quedo solo yo (Álex Ubago)                      | 19 agosto 2014      |
| Entre tú y mil mares (New Version 2013) (con Melendi) | 31 gennaio 2015     |
| America Latina                                        |                     |
| Limpio (Spanglish Version) (con Kylie Minogue)        | 30 settembre 2013   |
| Víveme (New Version) (con Alejandro Sanz)             | 4 dicembre 2013     |
| Se fue (New Version 2013) (con Marc Anthony)          | 27 gennaio 2014     |
| Sino a ti (con Thalía)                                | 26 agosto 2014      |

Videoclip
| Titolo                                                | Regista                               | Data di pubblicazione | Sito Internet               |
| ----------------------------------------------------- | ------------------------------------- | --------------------- | --------------------------- |
| Limpido (Italian-English Version) (con Kylie Minogue) | Gaetano Morbioli                      | 5 ottobre 2013        | YouTube Warner Music Italia |
| Limpido (Solo Italian Version)                        | Gaetano Morbioli                      | 16 ottobre 2013       | YouTube Warner Music Italia |
| Limpio (Spanish Version) (con Kylie Minogue)          | Gaetano Morbioli                      | 16 ottobre 2013       | YouTube Warner Music Italia |
| Limpio (Spanglish Version) (con Kylie Minogue)        | Gaetano Morbioli                      | 16 ottobre 2013       | YouTube Warner Music Italia |
| Se non te                                             | Gaetano Morbioli                      | 11 novembre 2013      | YouTube Warner Music Italia |
| Víveme (New Version) (con Alejandro Sanz)             | Gaetano Morbioli                      | 1º gennaio 2014       | YouTube Warner Music Italia |
| Dove resto solo io                                    | Gaetano Morbioli                      | 24 gennaio 2014       | YouTube Warner Music Italia |
| Se fue (New Version 2013) (con Marc Anthony)          | Leandro Manuel Emede, Nicolò Cerioni  | 27 gennaio 2014       | YouTube Warner Music Italia |
| Donde quedo solo yo (Álex Ubago)                      | Gaetano Morbioli                      | 19 agosto 2014        | YouTube Warner Music Italia |
| Sino a ti (con Thalía)                                | Leandro Manuel Emede e Nicolò Cerioni | 3 settembre 2014      | YouTube Warner Music Latina |
| Entre tú y mil mares (New Version 2013) (con Melendi) | Leandro Manuel Emede, Nicolò Cerioni  | 30 gennaio 2015       | Los40.com                   |
| Radiant (Limpido) (Solo Italian-English Version)      | Gaetano Morbioli                      | 9 febbraio 2015       | YouTube Warner Music Italia |

Making of the video
| Titolo                                                | Data di pubblicazione | Sito Internet               |
| ----------------------------------------------------- | --------------------- | --------------------------- |
| Limpido (Italian Version) (con Kylie Minogue)         | 5 ottobre 2013        | Corriere della Sera         |
| Se non te                                             | 13 dicembre 2013      | TGcom24                     |
| Víveme (New Version) (con Alejandro Sanz)             | 14 febbraio 2014      | YouTube Warner Music Italia |
| Sino a ti (con Thalía)                                | 23 settembre 2014     | YouTube Warner Music Italia |
| Entre tú y mil mares (New Version 2013) (con Melendi) | 2 febbraio 2015       | YouTube Warner Music Italia |

## Riconoscimenti e nomination
Con 20 - The Greatest Hits Laura Pausini riceve a febbraio 2014 una nomination ai premi World Music Awards 2014 nella categoria Miglior album e il 3 giugno 2014 riceve al Foro Italico di Roma il premio Music Award nella categoria CD Multiplatino, consegnato da Ennio Morricone (in diretta su Rai 1).
Con 20 - Grandes Exitos riceve a dicembre 2014 una nomination al Premio Lo Nuestro 2014 nella categoria Album Pop dell'anno e a marzo 2015 una nomination ai Premios Juventud 2015 nella categoria Il più toccante.

## Classifiche

### Classifiche settimanali
| Classifica (2013-2014)                                               | Posizione massima |
| -------------------------------------------------------------------- | ----------------- |
| Belgio (Fiandre)                                                     | 39                |
| Belgio (Vallonia)                                                    | 12                |
| Francia                                                              | 41                |
| Italia                                                               | 1                 |
| Paesi Bassi                                                          | 53                |
| Messico                                                              | 10                |
| Slovenia                                                             | 10                |
| Spagna                                                               | 6                 |
| Stati Uniti (20 - Grandes Exitos, Latin Album)                       | 16                |
| Stati Uniti (20 - Grandes Exitos, Latin Pop Album)                   | 5                 |
| Stati Uniti (20 - The Greatest Hits/Grandes Exitos, Latin Album)     | 14                |
| Stati Uniti (20 - The Greatest Hits/Grandes Exitos, Latin Pop Album) | 4                 |
| Stati Uniti (20 - The Greatest Hits, World Pop Album)                | 7                 |
| Svizzera                                                             | 8                 |

### Classifiche di fine anno
| Classifica (2013) | Posizione |
| ----------------- | --------- |
| Italia            | 9         |
| Classifica (2014) | Posizione |
| Italia            | 18        |
| Classifica (2015) | Posizione |
| Spagna            | 78        |